# كاردينياجايمينو
بلدية كاردينياجايمينو (بالإسبانية: Cardeñajimeno)‏, هي إحدى بلديات مقاطعة برغش, التي تقع في منطقة قشتالة وليون, والتي تقع في شمال غرب إسبانيا.
يبلغ عدد سكانها 513 نسمة وفقاً لإحصائية سنة (2002).